# Crataegus furtiva
Crataegus furtiva — вид квіткових рослин із родини трояндових (Rosaceae).

## Біоморфологічна характеристика
Це дерево чи кущ 30–60 дм заввишки; гілки ± плакучі. Нові гілочки густо притиснуто-біло-запушені, 1-річні пурпурно-коричневі, старші насичено-сірі; колючки на гілочках відсутні або мало, прямі, 1-річні пурпурно-коричневі, ± міцні, 2–3 см. Листки: ніжки листків 20–25% від довжини пластини, запушені, залозисті; листові пластини 1.5–2.5 см, товсті, жорсткі, основа різко звужена, частки по 1–3 з боків, верхівки часток тупі, краї нечітко залозисто-городчаті, поверхні густо запушені молодими, потім ± голі. Суцвіття 2–4-квіткові. Квітки 14–16 мм у діаметрі; гіпантій густо-біло-притиснено-запушений; чашолистки вузько трикутні, 5 мм; пиляки кремові. Яблука від помаранчевого до червоного кольору, широко еліпсоїдні чи субкулясті, 8–15 мм у діаметрі, голі або рідко ворсисті. Період цвітіння: березень і квітень; період плодоношення: липень і серпень.

## Ареал
Зростає на південному сході США — Алабама, Флорида, Джорджія, Північна Кароліна та Південна Кароліна.
Населяє відкриті кущисті місцевості, піщаний ґрунт, серед розсіяної сосни; на висотах 0–200 метрів.